# ALL or NOTHING (ZIGGYの映像作品)
『ALL or NOTHING』は日本のロックバンド・ZIGGYのライブビデオ。1991年4月25日に徳間ジャパンコミュニケーションズより発売。

## 概要
- 1990年に開催された『ALL or NOTHING TOUR』の国立代々木競技場第一体育館でのライブの模様を収録。
- 今作に収録はされなかったが、「ONE NIGHT STAND」や「LONG AND WINDING ROAD」、「上海GIRL」なども演奏された。
- アルバム「KOOL KIZZ」がオリコン1位を獲得し人気絶頂だった頃のツアーで、セットリストはライブの定番曲からマニアックなナンバーまで幅広い選曲となっている。ツアーを終えた後、約1年程バンドとしての活動を休止した。

## 収録曲
1. INTRODUCTION
2. WHISKY, R&R AND WOMEN
3. HOT LIPS
4. SWEET SURRENDER
5. BIRDS ON STRINGS
6. 928
7. I'M GETTIN' BLUE
8. HOW
9. BORN TO BE FREE
10. SING MY SONG (I JUST WANT TO SING MY SONG)
11. BURNIN' LOVE
12. I'M JUST A ROCK'N ROLLER
13. EASTSIDE WESTSIDE
14. WASTED YOUTH
15. GLORIA
16. MIDNIGHT TRIPPER
17. DON'T STOP BELIEVING
18. それゆけ! R&R BAND